# 将軍
将軍（しょうぐん）は、大きな軍隊を指揮する官職・称号の一つである。古くから東アジアにおける軍隊の指揮官の役職名の一つであった。外交上または軍隊内の敬称としては閣下が用いられる。

## 中国の将軍

### 概要
将軍は、一国が総力をあげて徴兵した大軍を率いる戦時任命の総司令官として、春秋時代に現れた。君主の命令から独立して行動し、死刑を含む賞罰を与える強大な権限を持った。
戦国時代に複数の将軍が任命されるようになり、前漢には車騎将軍、衛将軍など様々な形容語を冠する将軍号が作られた。数の増加とともに将軍の臨時的性格は薄れたが、後漢時代までなお独立性の高い権限を持っていた。
将軍号と将軍の人数は、戦争が相次いだ三国時代に増加し、南北朝時代に乱造された。それとともに、軍の人事などに独自権限を持つ少数の司令官から、将軍とは名ばかりの軍人・元軍人まで、様々な「将軍」が現れた。南朝では、将軍号の違いで地位の上下を示すよう制度を整えた。この時代には、高句麗・百済・新羅・倭などの周辺諸国が中国王朝（南朝宋ほか）と外交を結び、より高い将軍号を求めて競い合った。
その後、唐の時代には司令官としての将軍のほか、官職がない人の等級を表す散官の名に将軍が使われた。北宋では、武散官の称号としてのみ残され、それも神宗の時代に廃されて「大夫」「郎」と改称された。元の時代に武散官の称号として復活し、続く明の時代には総兵官及びその麾下である軍指揮官の官職名としても復活した。清の時代には臨時の官職として大将軍が設置されたことがあるものの、常設官においては総兵官としての将軍の称号は再び廃されて、副将以下の軍指揮官及び駐防八旗兵の司令官の称号として残り近代に至る。

### 春秋戦国時代
将軍の原義は「軍を将（）いる」ことで、春秋時代の魯の閔公元年（紀元前661年）に、晋の献公が「公が上軍の将となり（公将上軍）、太子申生が下軍の将となる（大子申生将下軍）」という句で史書『春秋左氏伝』に見える。この「将上軍」「将下軍」は官名ではない。春秋時代後半の魯の昭公29年（紀元前513年）、晋の中軍の将の魏舒が尊称として「魏将軍」と言われたのが、将軍という語の初見である。
春秋末期には多くの国に将軍が登場した。戦国時代に入ると戦国七雄のどの国でも将軍が任命された。
春秋戦国時代の将軍は、ひとたび任命され軍隊を編成すると、指揮下の士卒に対して強力な統制権を有した。斉の司馬穰苴や呉の孫武が「将、軍にあれば君命（君令）も受けざるところあり」と言って君主の寵臣や寵姫を斬ったのが著名である。当時の兵士は民衆層から広く徴兵されており、軍隊に入ったときに平時の法や支配から外れ、軍法によって将軍に服した。軍隊は戦争が終わると解散し、その時から将軍の命令は及ばなくなった。このような戦時・臨時に限定して、非常に強い権限が将軍に与えられていた。
絶大な権限を持つ将軍の員数は限られており、同時に複数の将軍を任命することは多くなかった。戦国時代の後期以降、燕の楽毅が上将軍に、趙の李牧が大将軍に、楚の屈匄が大将軍にと、重大な戦争で上将軍や大将軍が任命された。普通より地位が低い将軍としては、戦国末期に裨將軍（楚の逢侯丑、秦の蒙武）が知られる。

### 前漢
前漢最初の将軍は、高祖元年（紀元前206年）、劉邦が漢王になった直後に任命した大将軍韓信である。韓信は別軍を率いて趙に進出したが、高祖3年（紀元前204年）6月に敗走してきた劉邦に印綬を取り上げられて解任された。韓信はあらためて趙の相国になって斉を征服し、やがて斉王になったため、漢の将軍ではなくなった。漢軍の総指揮をとったのは劉邦自身で、楚漢戦争の間、他に将軍を必要としなかった。
劉邦と敵対した楚（西楚）の項羽は、別働軍の指揮に様々な将軍を任命した。当時は覇権を争う漢・楚以外にも王がいて、将軍を任命した。その一人に高祖4年（紀元前203年）に斉の車騎将軍だった華毋傷もおり、これは修飾語をつけた将軍の初見である。
天下平定の後、高祖の時代には大将軍、上将軍、あるいは将軍を、内外の戦争で任命した。また、太尉が将軍より上の職として戦時指揮にあたることがあった。またこの頃、将軍・大将軍というのでなく、様々な修飾語をつけた将軍が現れた。そのような将軍の初めが車騎将軍で、前漢では高祖5年（紀元前202年）に灌嬰が初めて任命された。続いて文帝が即位の直後（紀元前180年）に宋昌を衛将軍に任命し、しだいに種類が増えていった。
前漢の将軍には、君主の命令も及ばないという強力な統制権が色濃く残っていた、特に、軍の中では独断で死刑を執行できた。また、部下を自分で任命する独自の人事権もあった。
呉楚七国の乱で漢は大将軍を任命したが、全体の指揮は太尉の周亜夫が執り、36人の将軍を率いて戦った。この戦争では漢以外の諸国も自国の将軍を任命した。匈奴との戦争が続いた武帝期には将軍の数が増え、最大の功績をあげた大将軍の衛青と驃騎将軍の霍去病は死ぬまで将軍職を解かれなかった。
武帝の後には、外戚などの重臣が平時に大将軍になる傾向が出てきたが、完全な常設にはならなかった。皇帝が幼少で自ら軍事的決断を下せない時には、将軍の軍権が政変への防護になる。皇帝が自ら統治に乗り出すと、その軍権を危ぶみ、将軍を任命したがらなくなる。それでも、短命な皇帝が続いた前漢末期には常設に近くなった。
前漢時代には多くの地方反乱があり、その指導者には将軍を自称する者が多く出た。本来将軍は王か皇帝が任命するものであるから、まず皇帝または王を自称する者が出て、その者が部下を将軍に任命するほうが筋が通るが、王や皇帝なしに将軍を自称するのである。将軍が持つ軍権と関係するのではないかと推測する学者もいる。

### 新
新の末期から後漢の初期の戦乱の時代には、反乱鎮圧のために、匈奴との戦争の時代に匹敵するような多数の将軍が任命された。反乱を起こした側が将軍を自称したのも変わりない。

### 後漢
後漢では将軍間の等級が定まり、最上級の大将軍は三公に匹敵する重職であった。その下に驃騎将軍・衛将軍・車騎将軍があり、その下に上将軍・伏波将軍など臨時に任命される雑号将軍があった。

### 中国歴代王朝における将軍号の序列
前漢の武帝以降に驃騎将軍、車騎将軍、衛将軍といった高い地位をもつ「重号将軍」と、役割や軍事的功績を示す称号を付けた「雑号将軍」が現れた。重号将軍は将軍府を開府し、さらに政治に関与することもあった。漢代には大・驃騎・車騎・衛・四方（前左右後）だけだったが、三国時代以降は四征将軍・四鎮将軍・四安将軍・四平将軍が重号将軍に加わった。前者を朝廷にあって政治に参加する中朝廷将軍、後者を外征や任地にあって治安を担当する外朝廷将軍とする分類方法がある。これらは各王朝によって制度に差異があり、また後世が便宜的に分類したものであり一律ではない。
上段の称号ほど、また左側の称号ほど、格上となる。
| 品秩 | 将軍号 |
| ---- | --- |
| 一品 | 大将軍 |
| 二品 | 驃騎・車騎・衛、諸大将軍 |
| 三品 | 四征（征東・征南・征西・征北） 四鎮（鎮東・鎮南・鎮西・鎮北） 中軍・鎮軍・撫軍 四安（安東・安南・安西・安北） 四平（平東・平南・平西・平北） 前・左・右・後 征虜・冠軍・輔国・龍驤 |
| 四品 | 左衛・右衛・驍騎・遊撃 左軍・右軍・前軍・後軍 寧朔 建威・振威・奮威・揚威・広威 建武・振武・奮武・揚武・広武                                                                       |
| 五品 | 積射・彊弩 鷹揚・折衝・軽車・揚烈・寧遠・材官・伏波・凌江 |

### 3世紀〜7世紀東アジア諸国による中国王朝授与の将軍号の序列
3世紀〜7世紀に中国王朝と外交交渉を持った東アジア諸国は、国主に対して「王」号とともに、（1）軍事指揮官としての管轄領域の広さ、（2）将軍号の格付けなどに関して、より上位の称号を求めてせめぎ合った。

（1）管轄領域について:　「都督◯◯諸軍事」　◯◯に管轄する地域名称が入る。

「都督倭・百済・新羅・任那・加羅・秦韓・慕韓七国諸軍事」（「倭の五王」の一部が「仮授」（=自称）した管轄領域）

「都督百済諸軍事」（歴代百済王が除正された管轄領域）

「都督営州諸軍事」（高句麗長寿王が413年に宋から「除正」された管轄領域）

（2）3世紀〜7世紀の中国歴代政権は、中国の軍事指揮官に授与するのと同一カテゴリーの将軍号を、近隣諸国・諸民族の君主たちに授与した。

| 国名   | 将軍号の上昇 |
| ------ | --- |
| 高句麗 | （南朝授与）征東将軍→征東大将軍→車騎大将軍→撫軍(東)大将軍→寧東将軍 （北朝授与）征東将軍→車騎大将軍→安東将軍→驃騎大将軍→大将軍 |
| 百済   | 鎮東将軍→鎮東大将軍 |
| 倭     | 安東将軍→安東大将軍→鎮東大将軍→征東大将軍                                                                                     |
| 加羅   | 輔国将軍 |
| 吐谷渾 | 征西将軍 |

### 4世紀〜7世紀に倭・百済・高句麗・新羅・渤海の王と臣下たちが受けた将軍号
4世紀〜6世紀、中国の周辺諸国では、君主の代替わりごとに中国に使者を派遣し、君主に所属する「王号・軍事指揮官としての管轄領域・将軍号」等のセットについて更新し、また配下の豪族・官僚のための「将軍の称号」と「幕府（=将軍府）に所属する文官の称号」を求め、それを配下に分配することにより、国内を統制しようとした。（→府官制）
倭・百済・高句麗・新羅等が中国に送った国書の中には「仮授〜」または「私署〜」と称して、君主とその配下に授与を希望する称号が列挙提示されているのを確認できるものが見られる。中国王朝の側では、称号のランクアップを出ししぶり、先代君主の称号を踏襲するのが通例であった。中国王朝が、近隣諸国の君主・臣下の称号を認定することを「除正」と称する。
| 西暦  | 王名（臣下名）         | 将軍号（仮授） | 将軍号（南朝除正）                         | 備考                                       |
| ----- | ---------------------- | -------------- | ------------------------------------------ | ------------------------------------------ |
| 421年 | 倭讃                   |                | 安東将軍                                   |                                            |
| 438年 | 倭珍                   | 安東大将軍     | 安東将軍                                   |                                            |
| 〃    | 倭隋(王族)             |                | 平西将軍                                   |                                            |
| 〃    | (倭隋を含む臣下13人に) |                | 平西将軍・征虜将軍・冠軍将軍・輔国将軍など | 平西将軍・征虜将軍・冠軍将軍・輔国将軍など |
| 443年 | 倭済                   |                | 安東将軍                                   |                                            |
| 451年 | 倭済                   | 安東大将軍     | （昇格せず）                               |                                            |
| 462年 | 倭興（世子）           |                | 安東将軍                                   |                                            |
| 478年 | 倭武                   | 安東大将軍     | 安東大将軍                                 |                                            |
| 479年 | 倭武                   |                | 鎮東大将軍                                 | 斉による一方的な陞爵の可能性。             |
| 502年 | 倭武                   |                | 征東大将軍                                 | 梁による一方的な陞爵の可能性。             |

| 西暦  | 王名（臣下名） | 将軍号（仮授） | 将軍号（南朝除正） | 備考                           |
| ----- | -------------- | -------------- | ------------------ | ------------------------------ |
| 372年 | 餘句           |                | 鎮東将軍           |                                |
| 416年 | 餘映           |                | 鎮東将軍           |                                |
| 421年 | 餘映           |                | 鎮東大将軍         |                                |
| 457年 | 餘慶           |                | 鎮東大将軍         |                                |
| 458年 | 餘紀（王族）   | 行冠軍将軍     | 冠軍将軍           |                                |
| 〃    | 餘昆（王族）   | 行征虜将軍     | 征虜将軍           |                                |
| 〃    | 餘暈（王族）   | 行征虜将軍     | 征虜将軍           |                                |
| 〃    | 餘都（王族）   | 行輔国将軍     | 輔国将軍           |                                |
| 〃    | 餘乂（王族）   | 行輔国将軍     | 輔国将軍           |                                |
| 〃    | 沐衿           | 行龍驤将軍     | 龍驤将軍           |                                |
| 〃    | 餘爵（王族）   | 行龍驤将軍     | 龍驤将軍           |                                |
| 〃    | 餘流（王族）   | 行寧朔将軍     | 寧朔将軍           |                                |
| 〃    | 糜貴           | 行寧朔将軍     | 寧朔将軍           |                                |
| 〃    | 于西           | 行建武将軍     | 建武将軍           |                                |
| 〃    | 餘婁（王族）   | 行建武将軍     | 建武将軍           |                                |
| 502年 | 餘大           |                | 征東大将軍         | 梁による一方的な陞爵の可能性。 |
| 521年 | 餘隆           |                | 寧東大将軍         |                                |
| 524年 | 餘明           |                | 綏東大将軍         |                                |
| 570年 | 餘昌           |                | 車騎大将軍         |                                |

| 西暦  | 王名（臣下名） | 将軍号（仮授） | 将軍号（南朝除正） | 将軍号（北朝除正）       | 備考                 |
| ----- | -------------- | -------------- | ------------------ | ------------------------ | -------------------- |
| 413年 | 高璉           |                | 征東将軍           |                          | 東晋より。           |
| 417年 | 高璉           |                | 征東大将軍         |                          | 宋より。             |
| 435年 | 高璉           |                |                    | 征東将軍                 | 北魏より。           |
| 463年 | 高巨連         |                | 車騎大将軍         |                          | 宋より。             |
| 492年 | 高羅雲         |                |                    | 征東将軍・領護東夷中郎将 | 北魏より。           |
| 492年 | 高羅雲         |                | 征東大将軍         |                          | 梁より。             |
| 502年 | 高羅雲         |                | 車騎大将軍         |                          | 梁より。             |
| 508年 | 高羅雲         |                | 撫軍（東）大将軍   |                          | 梁より。             |
| 520年 | 高羅雲         |                |                    | 車騎大将軍               | 北魏より、死後追贈。 |
| 520年 | 高興安         |                |                    | 安東将軍・領護東夷校尉   | 北魏より             |
| 520年 | 高興安         |                | 寧東将軍           |                          | 梁より               |
| 534年 | 高宝延         |                |                    | 領護東夷校尉             | 北魏より             |
| 534年 | 高宝延         |                | 寧東将軍           |                          | 梁より               |
| 550年 | 高平成         |                |                    | 驃騎大将軍・領護東夷校尉 | 北斉より             |
| 560年 | 高陽成         |                |                    | 領護東夷校尉             | 北斉による。         |
| 562年 | 高陽成         |                | 寧東将軍           |                          | 陳による。           |
| 577年 | 高陽成         |                |                    | 大将軍                   | 北周による。         |
| 581年 | 高陽成         |                |                    | 大将軍                   | 隋による。           |

| 西暦  | 王名（臣下名） | 将軍号（仮授） | 将軍号（除正）                 | 備考                         |
| ----- | -------------- | -------------- | ------------------------------ | ---------------------------- |
| 648年 | 金文王         |                | 左武衛将軍                     | 唐による。金春秋の子。       |
| 674年 | 金仁文         |                | 右驍衛員外大将軍               | 唐による。王弟。             |
| 675年 | 金法敏         |                | 右驍衛員外大将軍               | 唐による。王。金仁文の兄。   |
| 687年 | 金理洪         |                | 輔国大将軍・行左豹韜尉大将軍   | 武周による。                 |
| 702年 | 金興光         |                | 輔国大将軍・行左豹韜尉大将軍   | 唐による。                   |
| 713年 | 金興光         |                | 驃騎将軍・特進行左威衛大将軍軍 | 唐による。                   |
|       |                |                |                                | 以降の歴代は将軍号を受けず。 |

| 西暦  | 王名（臣下名） | 将軍号（仮授） | 将軍号（除正） | 備考 |
| ----- | -------------- | -------------- | -------------- | --- |
| 692年 | 大祚栄         |                | 左驍衛大将軍   | 唐による。 |
| 719年 | 大門芸         |                | 左驍衛将軍     | 唐による。王弟。唐に亡命。 |
| 737年 | 大欽茂         |                | 左驍衛大将軍   | 唐による。 |
| 794年 | 大嵩璘         |                | 右驍衛大将軍   | 唐による。 |
|       |                |                |                | 大嵩璘の時、君主の称号が「郡王」から「国王」へ と進み、それに伴い付随する官職、爵位、都督職な ども格上げされ、以降の歴代「国王」は「将軍」号 に変わり文官職を授かるようになった。 |

「仮授」は、受封側が希望する称号、「除正」は中国側が実際に授与した称号。

## 近代以降の軍隊における将軍
近代以降の軍隊では、陸軍・空軍・海兵隊の将官の階級としては、准将 (Brigadier General) 、少将 (Major General) 、中将 (Lieutenant General) 、大将 (General) が存在する（英語表記はアメリカ軍の場合）。また将官の上に元帥（アメリカ陸軍の場合は General of the Army）が存在する。ただし呼びかけや表記の際の呼称としては、准将から大将、元帥までひっくるめて General が用いられる。この将官をひっくるめた呼称（佐官ではないが詳細な階級が不明な場合）としての General の和訳語として将軍が用いられる。具体的には、XXXX なる名前の将官を、XXXX 将軍 等と表記する。たとえばダグラス・マッカーサーの階級は陸軍元帥 (General of the Army) であり、日本語では「マッカーサー元帥」と呼称される事が多いが、英語の呼称では General MacArthur であり、これをそのまま訳した場合は「マッカーサー将軍」となる。アメリカのテレビ作品の邦題として「パットン将軍」「将軍アイク」なる言葉が使われている（ただしこれはアメリカ軍の場合であり、元帥に関してはヨーロッパ各国では Marshall の語を使っている国も多い。そういった国では大将から准将までをひっくるめた呼称が将軍であり、元帥は将軍とは別個の物として扱われる）。
海軍における将官の呼称は Admiral であり、これの和訳語は「提督」であるが、日本では海軍の場合も准将・少将・中将・大将と陸軍などと同じ階級を用いるため、海軍における将官の呼称としても「将軍」を用いる場合がある。例えば上村彦之丞（日本海軍の軍人・最終階級は海軍大将）の渾名は「船乗り将軍」である。

## 日本

### 古代
日本では日本書紀の記述する時代から使われている。中国の南北朝時代の史書には、倭の五王が南朝の皇帝から安東大将軍などの将軍号を受けたり、自称したという記録がある。なお、将軍を和語で訓ずる場合は「いくさのかみ」である。
日本の律令制では、軍防令24条に将軍の規定がある。それによれば、将帥が出征するとき兵一万人以上なら将軍一人、副将軍二人を置く。また、三軍ごとに大将軍一人を置く。しかし実際の任命はこの兵数には基づかず、特に大将軍の下に複数の将軍を置くという形態は一度もとられなかった。将軍は原則として臨時任命であり、任命された事態は、東の蝦夷に対する遠征、南西の隼人や外国に対する遠征、天皇の行幸の護衛、都に来た外国使節や蝦夷・隼人の迎接の四つである。各将軍はそれぞれ異なる称号を冠し、単なる「将軍」だけの官名はなかった。例示すれば、対蝦夷戦では陸奥鎮東将軍・征越後蝦夷将軍・征狄将軍・征東将軍・征夷将軍など、対隼人戦では討卑賊将軍・征隼人持節度大将軍、外国には征新羅大将軍など、行幸と迎接では左将軍・右将軍・御前騎兵将軍・御後騎兵将軍・騎兵大将軍などである。唯一常設されたのが鎮守将軍（後に鎮守府将軍）で、蝦夷に対する防備についた。
常置された武官には近衛府・兵衛府があり、特に顕官である近衛大将は「将軍」と呼ばれた。唐名には「親衛大将軍・羽林大将軍・千牛大将軍・唐牙大将軍」がある。また兵衛府の次官である兵衛佐の唐名も「武衛将軍」である。

### 中世
東国に武家政権を築いた源頼朝は、右近衛大将を辞任してから後、「大将軍」の地位を望んだ。頼朝の要請を受けた朝廷は先例を調査し、1192年に征夷大将軍に任じた。頼朝の継承者である鎌倉幕府将軍は代々征夷大将軍の職にあり、他の将軍職は任じられなかったため、将軍は征夷大将軍の略称として通用されるようになった。将軍は武士の頂点にある存在として認識されるようになり、御所と尊称されるようになっていった。
南北朝時代には鎮守府将軍が復活する。南朝方の北畠親房はわが子、北畠顕家が陸奥守・鎮守府将軍に任ぜられるにあたり、三位以上の将軍は鎮守大将軍とするように奏請。これにより顕家は鎮守大将軍として記録されている。しかし南朝方の勢力減退に伴い、室町時代においては征夷大将軍である室町幕府将軍の存在のみとなった。この頃から将軍を指して公方と呼称されるようになり、鎌倉公方などの呼称も派生している。

### 近世

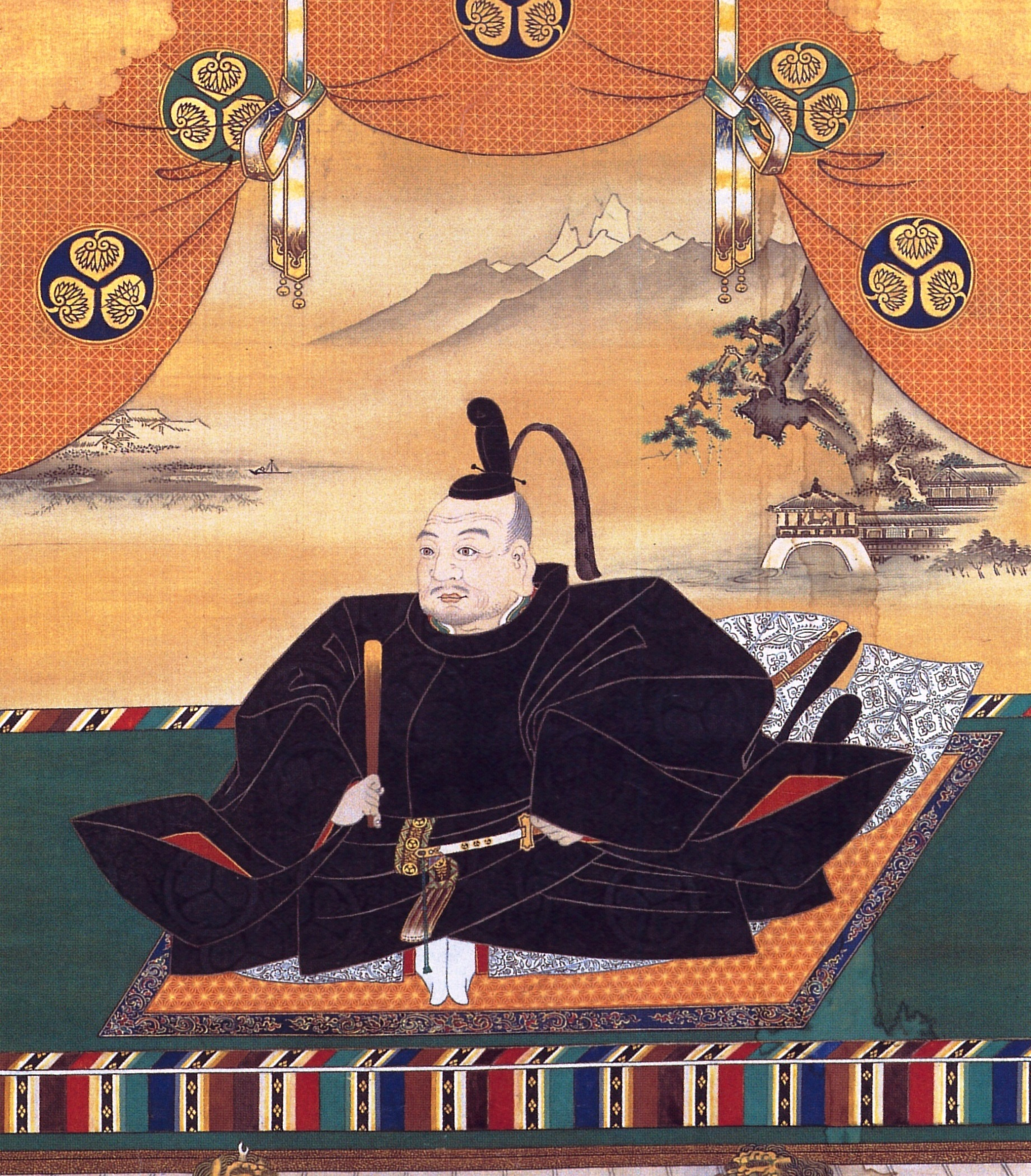
江戸幕府初代将軍・徳川家康

江戸時代における将軍は征夷大将軍である江戸幕府将軍のみであった。外交呼称として対外的に「日本国王」「日本国大君」を称した場合もある。
しかし、1867年（慶応3年）に江戸幕府の15代将軍徳川慶喜が大政奉還を行い、王政復古の大号令により征夷大将軍の職を廃止された。その後、仁和寺宮嘉彰法親王が征討大将軍に任ぜられたが、短期間で廃止されている。西欧語に借用された shogun は、特に日本の征夷大将軍を指す言葉であり、江戸幕府は英語: Tokugawa shogunateと呼称される。

### 近代
明治時代になって近代軍制が敷かれると、士官は将佐尉の三等に大別され、その最上位の将には大将・中将・少将の三階級が置かれた。この職にあった軍人はときに将軍とも呼称された。三浦梧楼を指す「観樹将軍」、林銑十郎を指す「越境将軍」などがある。また外国の当該階級にある軍人に対しても「将軍」の呼称を使う例が現れた。

### 現代
自衛隊においては幕僚長たる将・将・将補の将官が存在するが、通常将軍とは呼称されない。

## 国家指導者の敬称としての将軍
国際的には、軍事独裁政権や独裁国家において最高権力者が、政権掌握当時の階級を意図的に名乗ったり国民の間に流布したりしている例がある。あるいは政権獲得後に軍人としてのキャリアの有無にかかわらず将官の階級を自らに与えるケースもある。
例をあげるとパナマのマヌエル・ノリエガ、北朝鮮の金日成・金正日父子なども「将軍」と呼ばれており、金正恩も「青年大将」の呼び名がある。さらに、金日成の階級は朝鮮民主主義人民共和国大元帥、金正日と金正恩は共和国元帥（金正日は死後に大元帥追贈）である。このうち金正日・正恩父子は職業軍人としての経歴を持たない。
金正日は「将軍様」（장군님、チャングンニム）とも呼ばれるが、朝鮮半島（北朝鮮・韓国）では上司や上位者に対しては肩書きの下に「様」（님、ニム）をつける習慣があり、朝鮮語では社長様（サジャンニム）、部長様（ブジャンニム）、先生様（ソンセンニム）などの言葉は一般的に使用されている。それ故金正日もまた、その延長線上で「将軍様」と呼ばれているだけであり、日本語でそのまま将軍様とするのは適訳ではないという意見もある。